# Prouhet-Thue-Morse-konstanten
Prouhet-Thue-Morse konstanten er en matematisk konstant som er defineret som summen af 2 i -n multipliceret af n'te binære værdi i Thue-Morse-sekvensen, hvor n går fra 1 til uendelig. Konstanten har værdien 0,412454033...
| Matematik | Spire Denne artikel om matematik er en spire som bør udbygges. Du er velkommen til at hjælpe Wikipedia ved at udvide den. |